# Noce di Grenoble
La noce di Grenoble è una noce secca in guscio, prodotto francese riconosciuto con l'appellation d'origine contrôlée (AOC), l'equivalente della denominazione di origine controllata (DOC) italiana. 
In Québec con "noce di Grenoble" ci si riferisce al frutto dell'albero del noce (Juglans) senza riferimenti alla zona d'origine.

## Storia
Gli alberi di noce sono da sempre presenti nel dipartimento dell'Isère, ma è nel corso del XVIII secolo che i danni ingenti causati dagli attacchi della fillossera della vite spingono gli agricoltori ad abbandonare le varie coltivazioni dei dintorni di Grenoble a favore dei più sicuri noceti, ponendo le basi per una produzione estensiva e superiore al fabbisogno locale.
La noce del Grenoble diventa rinomata alla fine del XIX secolo, con una produzione di 8500 tonnellate annue di cui l'80% è prodotta per l'esportazione verso gli Stati Uniti.
Nonostante il successo della produzione, all'inizio del XX secolo scoppia uno scandalo legato alla coltivazione della noce nel Delfinato: alcuni negozianti senza scrupoli mescolano noci straniere e di scarsa qualità con le noci locali destinate al mercato internazionale. La reazione degli agricoltori dell'Isère è rapida: già organizzati in un ordine professionale per far fronte ai tentativi di dumping e per mantenere le azioni finanziarie del prodotto, dal 1908 e appoggiandosi sulla legge francese del 1º agosto 1905 che sanziona le frodi e le falsificazioni in materia di prodotti, creano a Saint-Quentin-sur-Isère un primo sindacato professionale avente l'obiettivo di dissuadere e combattere le pratiche fraudolente.
All'inizio il nome di "noce di Grenoble" non viene usato in maniera sistematica per riferirsi al frutto della noce della zona di produzione: negli anni venti del Novecento, nonostante tutti i nocicultori siano favorevoli all'ottenimento del riconoscimento, il nome è al centro di accese discussioni, dividendo in due fazioni i favorevoli al nome di "noce di Grenoble" e i favorevoli al nome di "noce di Tullins". Nonostante Tullins sia il centro storico del noceto, il nome di Grenoble riscuote maggior successo perché considerato più spendibile all'estero dal punto di vista commerciale.
Sempre nello stesso periodo, i rappresentanti dei paesi di La Rivière, Tullins e Vinay esigono una delimitazione geografica chiara dell'area di produzione della noce del Delfinato che crea un feroce dibattito.
L'AOC "noce di Grenoble", una delle prime AOC fruttifere, viene riconosciuta con decreto legge 17 giugno 1938.

## Zona di produzione e coltura
La zona geografica dell'AOC noce di Grenoble copre 259 comuni distribuiti in tre dipartimenti, di cui 183 nell'Isère, 47 nella Drôme et 29 in Savoia principalmente lungo la valle dell'Isère.
Le zone coltivate in maniera più intensiva si trovano nella bassa valle del Grésivaudan a sud di Grenoble, tra l'area del Voiron e di Royans, ai piedi del massiccio del Vercors.
È autorizzata la produzione di tre varietà: franquette, mayette, e parisienne. Per rispettare le norme dell'AOC "noce di Grenoble", i noceti si sviluppano in terreni di zone collinari, ad altitudini generalmente inferiori a 600 m s.l.m., con suolo leggermente acido e a forte ritenzione idrica sebbene sufficientemente drenato.